# チザム
『チザム』（Chisum）は、1970年製作のアメリカ合衆国の西部劇映画。アンドリュー・V・マクラグレン監督作品。実在したジョン・チザムがリンカーン郡戦争を背景に戦い抜いた記録を元に製作されたフィクション作品。西部劇では有名なビリー・ザ・キッド、パット・ギャレットなども主要人物として登場する。

## あらすじ
南北戦争後のニューメキシコ。ペコス川周辺の広大な土地を所有する大牧場主チザムは、法律を遵守し、かつて戦ったコマンチに対しても尊敬を忘れない、信念の男だった。戦争も終わり一見平和になったものの、リンカーンの町では、勢力を伸ばしてきたマーフィー商会が銀行を経営し、商店を買い取って町を牛耳り始めていた。
経営者のマーフィー（フォレスト・タッカー）は策略家で、保安官のブレイディ（ブルース・キャボット）は彼の手下も同然であり、さらにはならず者を雇って近隣の牧場から牛馬を盗むことを繰り返すだけでなく、軍隊や知事をも抱き込んでいこうとしていた。
そのような中、ボルティモアからやってきたチザムの姪のサリー（パメラ・マクマイラ）の歓迎会が開かれる。好意的な地主のヘンリー・タンストール（パトリック・ノウルズ）。そして彼に雇われている腕の立つ若者ウィリアム・ボニー（＝ビリー・ザ・キッド）（ジェフリー・デュエル）。チザムの部下を助けたパット・ギャレット（グレン・コーベット）。そしてマーフィーに弁護士として雇われてたまたまサリーと同行して町に来たマクスウィーン（アンドリュー・プライン）夫妻なども招待されていた。ビリーの無頼の過去を知っていたチザムではあったが、惹かれあっていく二人にあえて口出しはしなかった。
やがて、勢力拡大を狙って無謀な値上げを行うなどのマーフィー商会の専横に、チザムとタンストールは銀行や雑貨店を設立して対抗することに決める。経営は、マーフィーのやり方に賛同できずに彼の下を離れたマクスウィーンに任されることになる。
さっそくサンタフェまでの雑貨買い付けの荷馬車隊が出発し、ビリーとパットは警護のために同行する。マーフィーに雇われているエヴァンス（リチャード・ジャッケル）に荷馬車隊は襲われるが、十分に武装されていて撃退してしまう。ビリーは戦闘で負傷し、襲撃に怒ったチザムはマーフィーと対決しようとするが、タンストールとマクスウィーンにたしなめられ、決戦を予感しつつも一旦怒りを収める。
マクスウィーンの店と銀行は繁盛し、マーフィー商会は追い込まれていく。更に、タンストールは不正を告発しようと、知事のいるサンタフェへと出発するが、牛泥棒の濡れ衣を着せられ、保安官助手に殺されてしまう。
判事が町に到着し、一旦事態は落ち着くかに見えたものの、復讐に燃えるビリーが保安官助手、そして保安官も射殺して逃亡し、事態はいよいよ抜き差しならなくなっていく。
マーフィーは、ビリーに恨みを持つ賞金稼ぎのノディーン（クリストファー・ジョージ）を後任の保安官に据え、ビリーを捕まえてチザムを追いつめようとする。ビリーはマクスウィーンの店にダイナマイトを手に入れようと侵入するが、ノディーンに気付かれ、町中で銃撃戦が始まる。
解放されたスー（リンダ・デイ・ジョージ）の知らせで、チザムも覚悟を決めて町へ決着をつけに乗り込んでいく。道に築かれたバリケードは牛の大群に打ち破られ、なだれ込んだチザム一家は、マーフィーの一味を一掃する。
紛争は終結し、ビリーは逃走したノディーンを追って町を去り、保安官に任命されたパットは、サリーと暮らし始めていく。

## キャスト
| 役名                           | 俳優                     | 日本語吹替 |
| 役名                           | 俳優                     | NETテレビ版 |
| ------------------------------ | ------------------------ | --- |
| ジョン・チザム                 | ジョン・ウェイン         | 納谷悟朗 |
| ジェームズ・ペパー             | ベン・ジョンソン         | 西田昭市 |
| パット・ギャレット             | グレン・コーベット       | 羽佐間道夫 |
| ビリー・ザ・キッド             | ジョフリー・デュエル     | 富山敬 |
| サリー・チザム                 | パメラ・マクマイラー     | 鈴木弘子 |
| ローレンス・マーフィー         | フォレスト・タッカー     | 島宇志夫 |
| ヘンリー・タンストール         | パトリック・ノウルズ     | |
| アレクサンダー・マクスウィーン | アンドリュー・プライン   | |
| ダン・ノディーン               | クリストファー・ジョージ | |
| ブレイディ保安官               | ブルース・キャボット     | |
| ジェス・エヴァンス             | リチャード・ジャッケル   | |
| スー・マクスウィーン           | リンダ・デイ・ジョージ   | |
| モートン執行官代理             | ロバート・ドゥネール     | |
| ベイカー執行官代理             | ジョン・ミッチャム       | |
| アモス・パットン               | ジョン・エイガー         | |
| カール・リッカー               | グレッグ・パーマー       | |
| ブラドック軍曹                 | ジョン・M・ピカード      | |
| 不明 その他                    |                          | 大木民夫 井上真樹夫 田中康郎 浅井淑子 渡部猛 上田敏也 木原正二郎 仲木隆司 清川元夢 杉田俊也 北村弘一 村越伊知郎 緑川稔 国坂伸 |
|                                |                          | |
| 演出                           | 演出                     | 春日正伸 |
| 翻訳                           | 翻訳                     | 宇津木道子 |
| 効果                           | 効果                     | 赤塚不二夫 |
| 調整                           | 調整                     | 山田太平 |
| 制作                           | 制作                     | 日米通信社 |
| 解説                           | 解説                     | 淀川長治 |
| 初回放送                       | 初回放送                 | 1975年11月16日 『日曜洋画劇場』                                                                                               |

※日本語吹替は上記の他、1970年に制作されたJAL機内上映版も存在する。

## スタッフ
- 製作総指揮：マイケル・A・ウェイン
- 製作：アンドリュー・J・フェナディ
- 監督：アンドリュー・V・マクラグレン
- 脚本：アンドリュー・J・フェナディ
- 撮影：ウィリアム・H・クローシア
- 美術：カール・アンダーソン
- 音楽：ドミニク・フロンティア
- 編集：ロバート・L・シンプソン